# Rudolf Hofer (Architekt)
Rudolf Hofer (* 13. März 1894 in Schladming; † 1956 in Graz) war ein österreichischer Architekt.

## Leben
Rudolf Hofer arbeitete im elterlichen Tischlereibetrieb und besuchte die Fachschule für Tischlerei in Hallstatt. Er studierte an der Wiener Kunstgewerbeschule unter Heinrich Tessenow und Oskar Strnad Architektur. 
Nachdem Hofer in Deutschland praktische Erfahrungen im Siedlungsbau gesammelt hatte, arbeitete er ab 1921 als selbständiger Architekt in Graz. Im gleichen Jahr wurde er Lehrer an der örtlichen Bundeslehranstalt für das Baufach und Kunstgewerbe. Dort baute er die kunstgewerbliche Abteilung mit auf und war von 1935 bis 1940 deren Fachvorstand. Am 17. Mai 1938 beantragte er die Aufnahme in die NSDAP und wurde rückwirkend zum 1. Mai desselben Jahres aufgenommen (Mitgliedsnummer 6.323.071). Von 1940 bis 1945 war er Direktor der Lehranstalt, die nun Meisterschule des Deutschen Handwerks hieß. 1945 wurde die kunstgewerbliche Abteilung in Hofers Geburtsort Schladming ausgegliedert.
Hofer war Gründungsmitglied der Sezession Graz, deren Jubiläumsausstellung 1933 er mit Entwürfen beschickte. Weiters gehörte er dem Steiermärkischen Werkbund an.
Hofer realisierte unter anderem Wohnhäuser, Messe-, Schul-, Gasthof- und Industriebauten und war am Umbau der Handelskammer beteiligt. Als Architekt versuchte er, die Bauhaus-Prinzipien umzusetzen, welche im Widerspruch zur vorherrschenden Heimatbewegung standen. Er gestaltete auch kunstgewerbliche Objekte, Inneneinrichtungen und Möbel. 1934 veröffentlichte er den richtungsweisenden Beitrag Neuzeitliche Raumgestaltung in Kunst in Österreich (Leoben).

## Auszeichnungen
- 1925 Goldene Medaille auf der Kunstgewerbeausstellung Paris
- 1928 Staatspreis Architektur[6]
- 1930 Goldene Staatsmedaille für Architektur und Kunst[4]

## Realisierungen

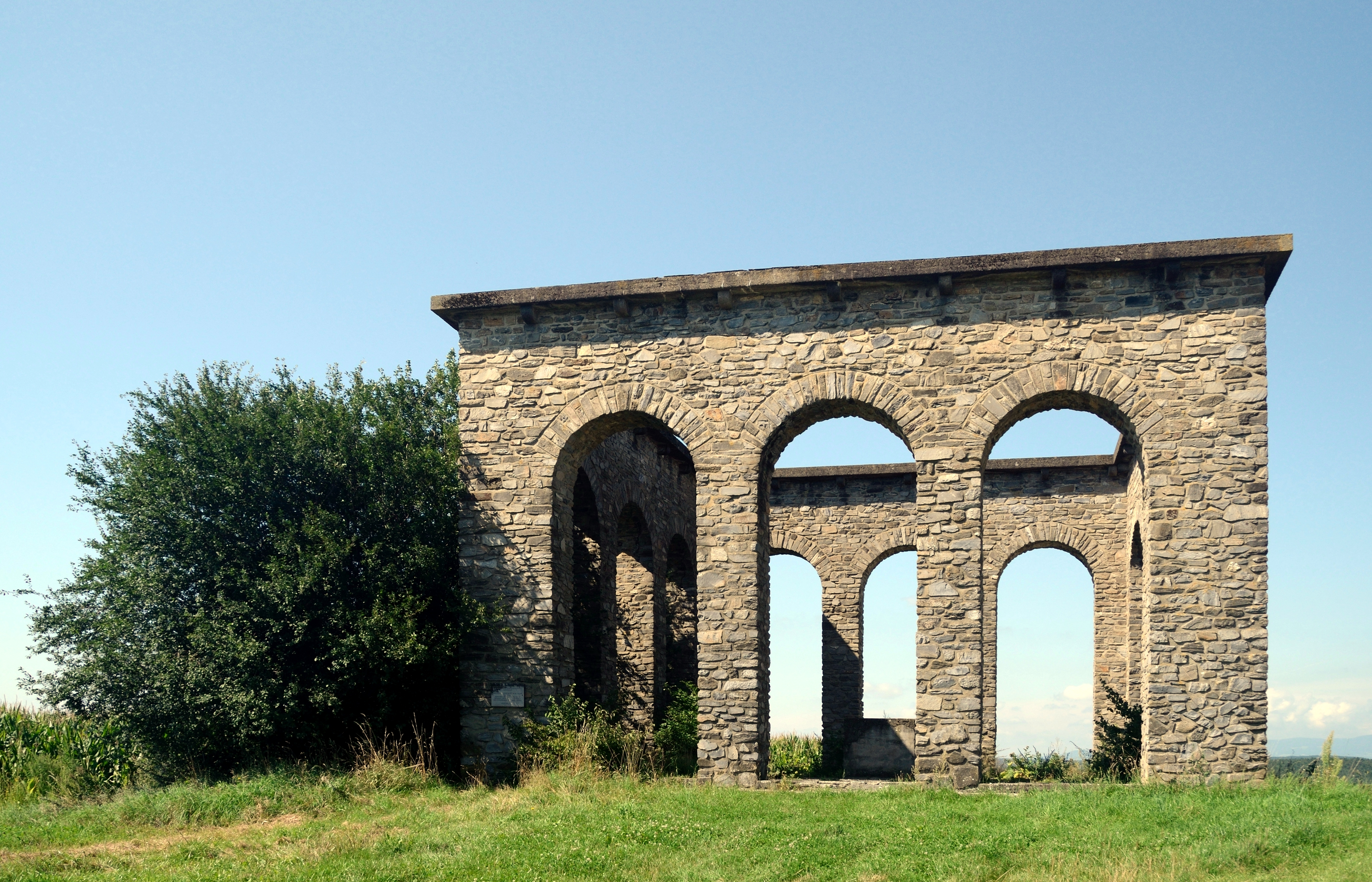
Anschlussdenkmal in Oberschützen

Zu seinen Werken zählen traditionelle Bauten im sogenannten Heimatschutzstil und fortschrittliche Wohnbauten, Villen und Denkmäler.
- 1925 Bauernkrieg-Denkmal in Schladming[7]
- 1928 Denkmalgestaltung am Rathaus Bad Radkersburg mit dem Bildhauer Hans Mauracher
- 1928 Werkbundhaus Schubertstraße 31 in Graz mit Eugen Szekely, dem Maler Fritz Silberbauer und dem Keramiker Hans Adametz[8]
- 1928 Wohnhausanlage Keplerstrasse in Graz mit Ludwig Lepuschitz
- 1929 Ehrengrabmal Kamniker in Bad Radkersburg mit Hans Mauracher
- 1929–1931 mehrere Aufnahmsgebäude der Landesbahn Feldbach–Bad Gleichenberg
- 1939 Anschlussdenkmal in Oberschützen mit Hans Adametz